# Blood Alone
Blood Alone est un manga de Masayuki Takano. Il est prépublié entre 2005 et 2010 dans le magazine Dengeki Daioh de l'éditeur MediaWorks, avant d'être transféré en 2010 dans le magazine Evening de Kōdansha. La série prend fin prématurément au printemps 2014 à la suite de son annulation par l'éditeur Kōdansha, mais l'auteur continue la publication de sa série de façon indépendante. La version française est éditée par Ki-oon depuis mars 2012.

## Synopsis
Malgré son apparence fragile et sa grande timidité, la petite Misaki est en réalité un vampire. Elle vit chez Kuroe, un écrivain fauché dont elle est secrètement amoureuse. Ensemble, ils recherchent leur ennemi commun, un redoutable vampire qui a assassiné le père de l'une et la sœur de l'autre.